# Harry Séguéla
Pour les articles homonymes, voir Séguéla (homonymie).
Harry Séguéla, né à Paris le 19 février 1921 et mort à Bréau-et-Salagosse le 23 février 2001, est un peintre et lithographe français, également acteur de théâtre et chansonnier.

## Biographie
Fils d'Estelle Séguéla, mannequin mondain et de Harry August Harrison, homme d'affaires américain, Harry Séguéla entre vers 1936 à l'école des beaux-arts de Montpellier, ville où il se lie d'amitié avec Charles Trenet cette année-là. En 1941, après une courte période de mobilisation dans les chantiers de jeunesse, il prend des cours de peinture à Paris. Après quelques essais avec Othon Friesz et Yves Brayer, il trouve sa voie auprès du peintre portraitiste Mac-Avoy. Il apprend la lithographie dans l'atelier André Clot, rue du Cherche-Midi.
Parallèlement à ses études d'arts plastiques, il entame une carrière de danseur de cabaret, acteur de théâtre et chansonnier ; il fut ainsi boy chez Mistinguett et proche de Charles Trenet,. Il est partenaire de Mistinguett dans sa revue Paris Canaille au théâtre de l'Alhambra pendant l'occupation allemande. En 1948, lors d'une tournée conjointe aux États-Unis et au Canada, Charles Trenet compose une chanson d'entrée, Mon cher Canada, interprétée par Harry Séguéla au Quartier Latin à Montréal.
De retour en France, il joue le rôle de Walter dans la pièce Les Enfants d'Édouard, adaptation de Marc-Gilbert Sauvajon avec Denise Grey, Robert Pizani et Michel François ; la pièce est représentée en tournée en France, Suisse, Belgique, Afrique du Nord. Il participe ensuite et pendant plus d'une année, à une revue au théâtre Michel avec Saint Granier, Mauricet, Catherine Gay et Dréan, accompagné au piano par Darry Cowl.
À partir de 1954, il se consacre presque exclusivement à la peinture. Il conserve son atelier de Paris et achète la maison « La Thébaïde » à Bréau-et-Salagosse (Gard), qui deviendra par la suite son principal lieu de création.
En février 1954, Mac-Avoy préface sa première exposition à Paris alors que le vernissage attire les stars du music-hall et du théâtre français. Par la suite, ses expositions recevront toujours la visite de personnalités du music hall. Jusqu'à la fin de sa vie, il expose dans de nombreuses galeries : Barbizon, Berheim Jeune, Saint-Placide, Marc Polony à Paris, Jouvène à Marseille, le Touquet, galerie Weppe, Alès à la galerie l'Arche et aux États-Unis. En 1957, il obtient le grand prix de Cannes créé par Maryline Denoval et remis par Jean Gabriel Domergue. En 1959, lors d'une exposition à Montmorency, il rencontre Katia Granoff ; il s'ensuit une première exposition dans sa galerie de Cannes en juillet 195.
À partir de 1960, il est sociétaire des salons parisiens, à commencer par le Salon d'automne. Il obtient une mention honorable au Salon des indépendants en 1964 et une médaille d'or au Salon des artistes français avec une nature morte fleurs sur un tabouret, peau de panthère. En 1972, il est invité d'honneur au Salon des artistes indépendants normands à Rouen. Il présente en 1973, lors de l'exposition du tricentenaire du Salon des artistes français qui a lieu au Grand Palais, son tableau Le Tapis de Makaria. Il présente également des œuvres à la Bibliothèque nationale à Paris. En 1971, puis de 1973 à 1981, il est élu commissaire général à la technique au comité du Salon d'automne. Pendant cette même période, il est également trésorier des amis du Salon d'automne, une association d'entraide aux peintres.
Le peintre est apprécié pour ses paysages de Normandie, de Camargue, des Cévennes et ses grandes natures mortes conservées dans des collections privées, le département des estampes et de la photographie de la Bibliothèque nationale de France et plusieurs musées dont le musée cévenol de Le Vigan, le musée de Frontignan, le musée des beaux-arts de Lyon, la caserne des pompiers de Castres.
Il peint, dans une facture classique, la nature, les paysages et surtout de grandes compositions de fleurs des champs de tournesols, de lys ou de soucis, baignées de lumière dans des décors exubérants de vases, de fruits, de nappes et de tentures ; Mac-Avoy lors d'un hommage lui déclare « Tu peins des faisans dorés comme l'automne, des argenteries et des fleurs telles que les aimaient les Flamands. Et tu te proclames pompier, courage dont je te félicite » et, pour Louis Amade, il est « le peintre au soleil », « ton soleil où tout se transfigure ».
Harry Séguéla est le fondateur du grand prix international de peinture des Cévennes,. Le flambeau est aujourd'hui repris par une association Loi 1901 qui organise annuellement le Salon de Bréau-en-Cévennes.
En 1979, il est nommé chevalier de la Légion d'honneur. Cette distinction lui a été remise à Paris par Édouard Mac-Avoy.
Une rue porte son nom à Bréau-et-Salagosse.

## Expositions
- Salon Grands et jeunes d'aujourd'hui, Hôtel Martinez, Cannes, août-septembre 1961.
- L'estampe contemporaine à la Bibliothèque nationale, Bibliothèque nationale de France, Paris, octobre-décembre 1973[18].
- Première exposition internationale des arts de Téhéran, Centre des expositions internationales, Téhéran, décembre 1974 - janvier 1975[30].
- Salon des indépendants, Paris, 1979.
- Salon France America, Maison française de Washington, 1991[31].

## Réception critique
- « Ses fleurs sont dures et orgueilleuses ; elles paraissent taillées dans une matière indestructible. Séguéla n'a pas vu leur fragilité mais l'éclat de leurs couleurs et leur aspect ornemental. » - J.M., Journal de l'amateur d'art, 25 mai 1957, p. 12.

## Publication
- De Mistinguett au Louvre : mémoires, Paris, H. Séguéla, 1999.
- Séguéla, dédicaces et panorama photographique des œuvres de l'artiste, 1992, Le Vigan, Imprimerie Clément.
- Les Cévennes autour du Vigan, 14 lithographies de Séguéla, Sumène, Imprimerie des Cévennes, 1987.